# Mark 41 Vertical Launching System

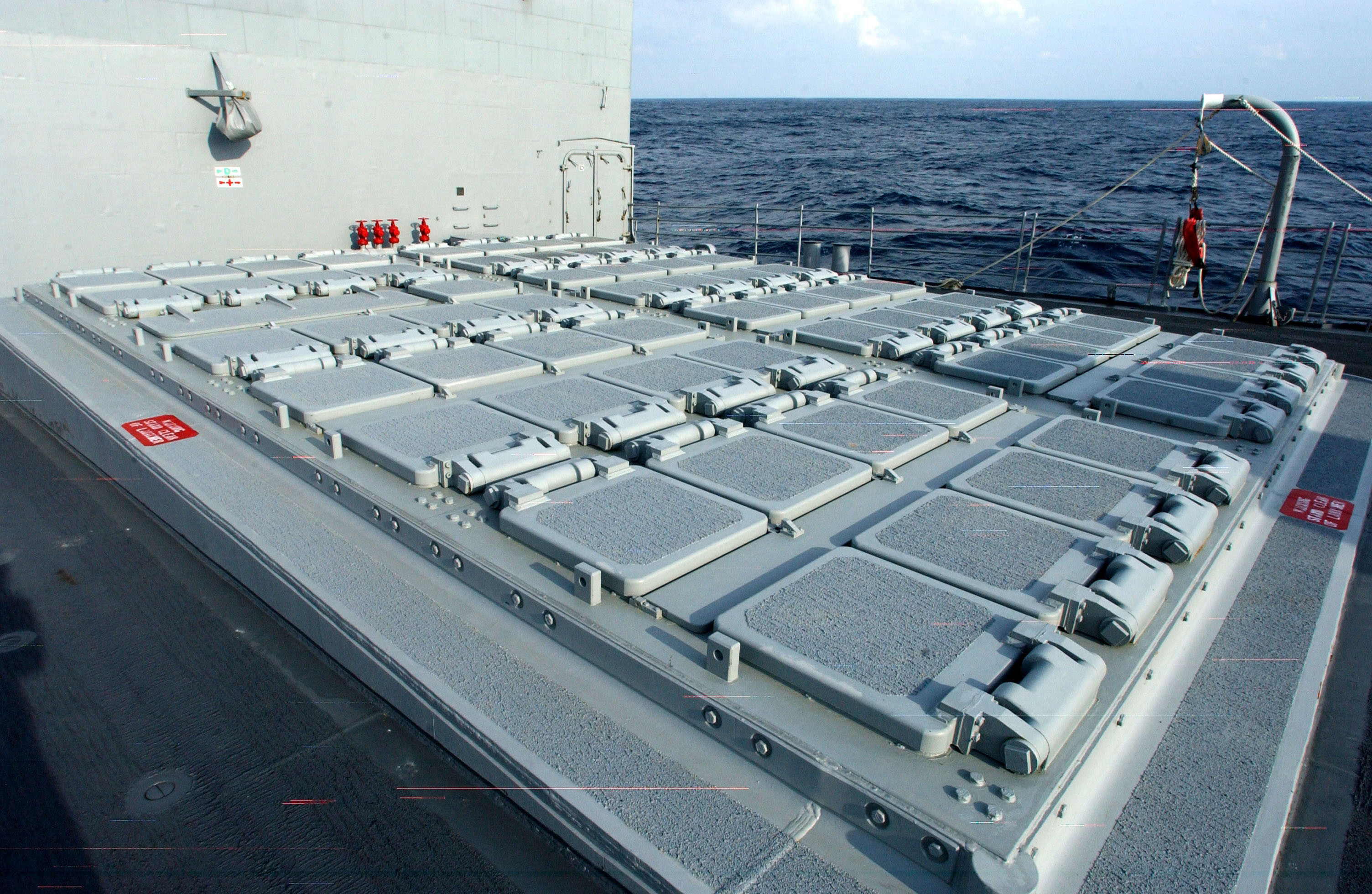
Osiem wyrzutni MK 41 VLS. Na pierwszym planie osiem komór jednej z wyrzutni.

Mark 41 Vertical Launching System (Mk 41 VLS) – stały, pionowy, wielopociskowy system ogniowy, wyrzutnią i magazynem pocisków należącym do aktualnego światowego standardu pionowych rakietowych wyrzutni okrętowych o takiej samej nazwie (Vertical Launching System) a od 1982 roku jest jednocześnie prekursorem i wyznacznikiem tego standardu. Wyrzutnie tego typu zainstalowane są na amerykańskich niszczycielach rakietowych typu Arleigh Burke oraz krążownikach typu Ticonderoga, a także zostały wybrane dla swoich okrętów m.in. przez Kanadę, Japonię, Turcję, Niemcy, Hiszpanię, Holandię, Australię i Nową Zelandię
Jedna wyrzutnia Mk-41 VLS składa się z ośmiu komór, z których każda mieści po jednym pocisku. Na okrętach amerykańskich (czasem, w zależności od rodzaju wykonywanej misji), wyrzutnie mieszczą pociski rakietowe rodziny Standard Missile, pociski manewrujące Tomahawk, Sea Sparrow oraz rakietotorpedy ASROC typu VL-ASROC.

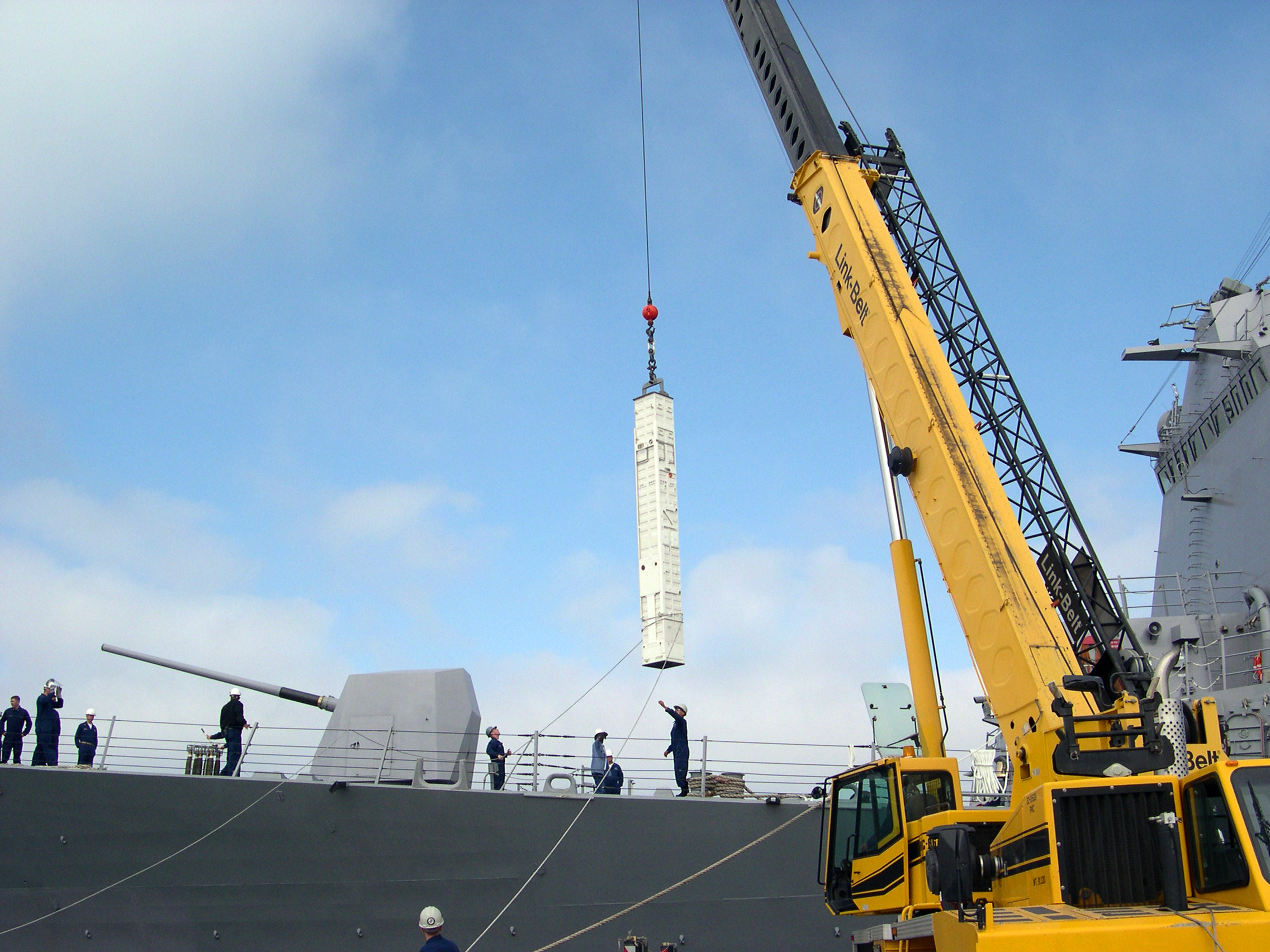
Załadunek kanistra w systemie VLS

Każdy moduł wyrzutni jest w stanie samodzielnie i automatycznie przygotowywać do startu jeden pocisk w każdej połowie wyrzutni. Mk 41 Vertical Launching System jest systemem kanistrowym zapewniającym zdolność do szybkiego odpalenia wielu pocisków w celu zwalczania różnego rodzaju zagrożeń. Obok jednej wyrzutni, kompletny system Mk 41 VLS zawiera dwie jednostki kontroli startu (Launch Control Units), panel zdalnego odpalenia (Remote Launch Enable Panel) ośmiokomorowe moduły systemowe struktury wyrzutni (8-Cell Module oraz 8-Cell System Module) a także panel statusu systemu (Status Panel). Jednostka kontroli startu otrzymuje polecenie startu z wielofunkcyjnego komputera pokładowego okrętu (Multi-Function Computer Plant - MFCP), w sposób zautomatyzowany wybiera właściwy dla danego rodzaju zadania pocisk oraz przekazuje do pocisku polecenia zarządzające startem.

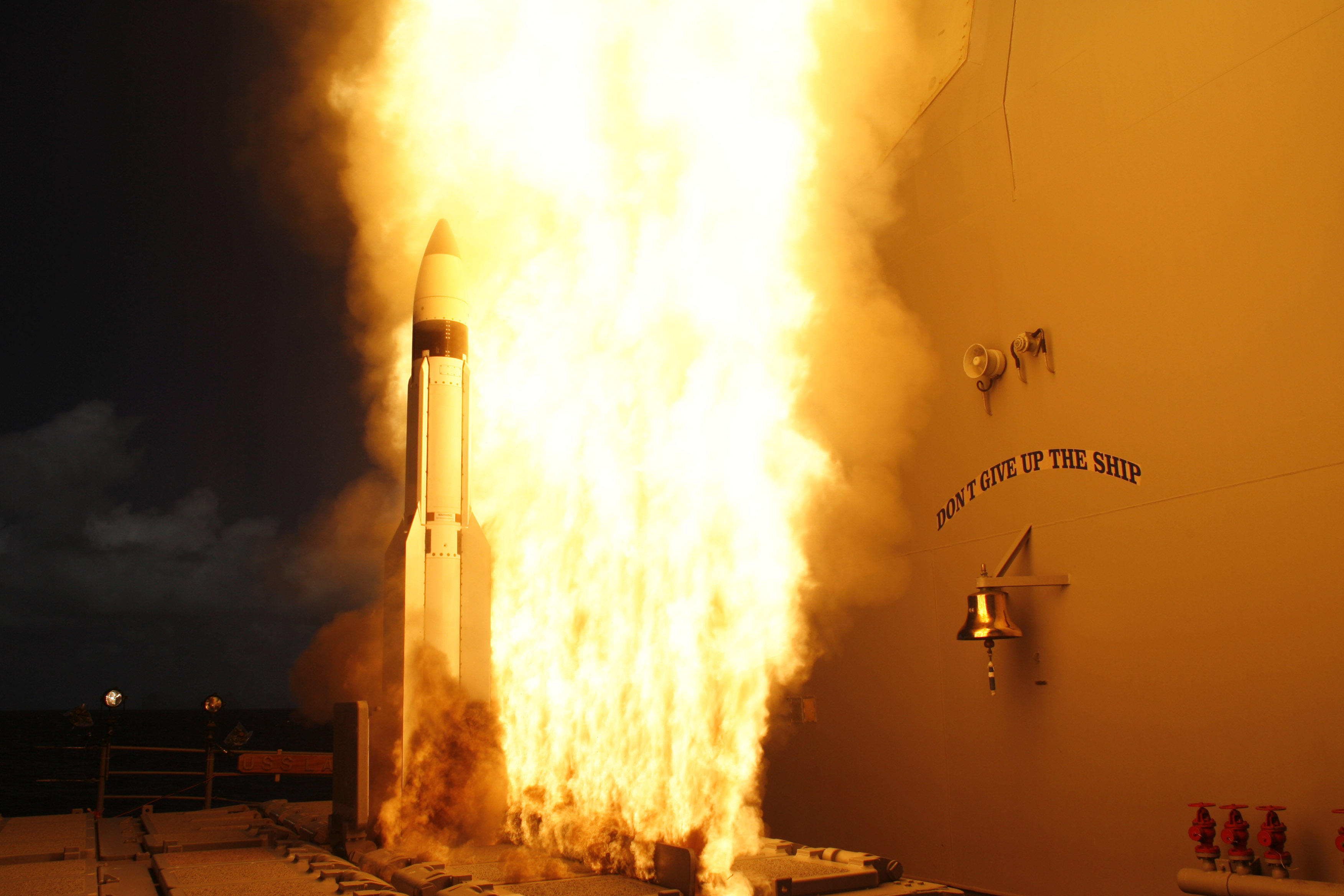
Start pocisku SM-3 Block IA z wyrzutni. Widoczne są odprowadzane w górę gazy wylotowe.

W trakcie normalnej działalności operacyjnej okrętu, każdy moduł kontroli startu zarządza połową (czterema) komór wyrzutni, jednakże w razie potrzeby - w każdej chwili każda zarządzana przez MFCP jednostka kontroli startu może przejąć kontrolę nad całością wyrzutni.
W trakcie startu pocisku z umieszczonego w komorze kanistra jego odrzutowe gazy wylotowe odprowadzane są system obwodnic na zewnątrz wyrzutni - pionowo w górę, co chroni wyrzutnie i sam startujący pocisk przed uszkodzeniem wysoka temperaturą.
Systemy Mk 41 VLS zainstalowane w znajdujących się w posiadaniu różnych państw okrętach AEGIS oraz Aegis BMD są dodatkowo zintegrowane z tymi okrętami za pomocą systemów zarządzania walką (Aegis Combat System).